# Яга (притока Ум'яка)
Яга́ (рос. Яга) — річка в Граховському районі Удмуртії, Росія, ліва притока Ум'яка.
Довжина річки становить 23 км. Бере початок біля колишнього села Новотроїцьке на Можгинської височини, впадає до Ум'яка нижче гирла річки Ішек.
На річці розташовані села Макарово, Котловка та Газек. Біля села Газек збудовано автомобільний міст, в селах Макарово та Котловка створено ставки.
За даними Федерального агентства водних ресурсів річка має такі дані:
- Код річки в державному водному реєстрі — 10010300612111100040585
- Код по гідрологічній вивченості — 111104058
- Код басейну — 10.01.03.006